# Çobansuyu, Bitlis
Çobansuyu là một xã thuộc thành phố Bitlis, tỉnh Bitlis, Thổ Nhĩ Kỳ. Dân số thời điểm năm 2011 là 66 người.